# Ornithocephalus
Ornithocephalus é um género botânico pertencente à família das orquídeas (Orchidaceae). Foi proposto por Hooker em Exotic flora 2: t. 127, em 1824. O Ornithocephalus gladiatus Hook. é a espécie tipo deste gênero. O nome do gênero refere-se ao fato da coluna de suas flores lembrar o formato de uma cabeça de passarinho com longo pescoço.

## Distribuição
Ornithocephalus agrupa cerca de quarenta espécies epífitas distribuídas pela América tropical e equatorial, normalmente crescendo à sombra nas matas úmidas. Sete estão registradas para o Brasil.

## Descrição
São plantas sem pseudobulbos, com folhas carnudas, chatas, equitantes, gumiformes, que formam belos leques ou fascículos sobre curtíssimo caule nodiforme, por vezes invertidos ou pendentes dos ramos das árvores. As múltiplas inflorescências, eretas ou arqueadas, emergem das axilas das folhas, em regra mais de uma vez por ano com poucas ou muitas flores, espaçadas ou próximas.
As minúsculas flores são bastante variadas, sempre delicadas, e muito interessantes. Normalmente granulosas ou pilosas, com segmentos mais ou menos espalmados, algo côncavos, algo vicidulosas em regra brancas, quase translúcidas, com detalhes amarelos ou verdes, possuem labelo trilobado e a coluna, sempre muito alongada e sinuosa, como foi dito, tem a aparência de uma cabeça de passarinho com grande antera de rostro longo, ou seja prolongamento em forma de bico, com conetivo comprido e sobreposto ao rostelo dá coluna. Dentro de seu clado, Ornithocephalus é um dos poucos gêneros que não apresenta estaminóides dos lados da coluna.

## Espécies
1. Ornithocephalus alfredoi  Archila & Chiron, Richardiana 11: 197 (2011)
2. Ornithocephalus archilarum  Chiron, Richardiana 11: 197 (2011)
3. Ornithocephalus aristatus  Pupulin & Dressler, Brittonia 58: 314 (2006)
4. Ornithocephalus aurorae  D.E.Benn. & Christenson, Lindleyana 13: 80 (1998)
5. Ornithocephalus bicornis  Lindl. in G.Bentham, Bot. Voy. Sulphur: 172 (1846)
6. Ornithocephalus biloborostratus  Salazar & R.González, Orquídea (Mexico City), n.s., 12: 88 (1990)
7. Ornithocephalus bonitensis  (Dodson) Toscano, Selbyana 28: 111 (2007 publ. 2008)
8. Ornithocephalus brachyceras  G.A.Romero & Carnevali, Orchids Venezuela, ed. 2: 1140 (2000)
9. Ornithocephalus brachystachyus  Schltr., Repert. Spec. Nov. Regni Veg. Beih. 35: 104 (1925)
10. Ornithocephalus bryostachyus  Schltr., Repert. Spec. Nov. Regni Veg. 17: 17 (1921)
11. Ornithocephalus cascajalensis  Archila, Revista Guatemal. 13(2): 82 (2010)
12. Ornithocephalus castelfrancoi  Pupulin, Lindleyana 15: 27 (2000)
13. Ornithocephalus caveroi  D.E.Benn. & Christenson, Icon. Orchid. Peruv.: t. 737 (2001)
14. Ornithocephalus ciliatus  Lindl., Ann. Nat. Hist. 4: 383 (1840)
15. Ornithocephalus cochleariformis  C.Schweinf., Bot. Mus. Leafl. 4: 124 (1937)
16. Ornithocephalus cryptanthus  (C.Schweinf. & P.H.Allen) Toscano & Dressler, Lindleyana 15: 255 (2000)
17. Ornithocephalus cujetifolia  Barb.Rodr., Gen. Spec. Orchid. 1: 133 (1877)
18. Ornithocephalus dalstroemii  (Dodson) Toscano & Dressler, Lindleyana 15: 255 (2000)
19. Ornithocephalus dodsonii  R.Vásquez & T.Krömer, Revista Soc. Boliv. Bot. 3: 27 (2001)
20. Ornithocephalus dolabratus  Rchb.f., Linnaea 41: 106 (1876)
21. Ornithocephalus dressleri  (Toscano) Toscano & Dressler, Lindleyana 15: 255 (2000)
22. Ornithocephalus dunstervillei  Toscano & Carnevali, Harvard Pap. Bot. 14: 199 (2009)
23. Ornithocephalus ecuadorensis  (Garay) Toscano & Dressler, Lindleyana 15: 255 (2000)
24. Ornithocephalus escobarianus  (Garay) Toscano & Dressler, Lindleyana 15: 255 (2000)
25. Ornithocephalus estradae  Dodson, Icon. Pl. Trop. 1: t. 194 (1980)
26. Ornithocephalus falcatus  Focke, Tijdschr. Natuurk. Wetensch. Kunsten 1: 211 (1848)
27. Ornithocephalus garayi  (D.E.Benn. & Christenson) Toscano & Dressler, Lindleyana 15: 255 (2000)
28. Ornithocephalus gladiatus  Hook., Exot. Fl. 2: t. 127 (1824)
29. Ornithocephalus grex-anserinus  Dressler & Mora-Ret., Novon 7: 120 (1997)
30. Ornithocephalus hoppii  (Schltr.) Toscano & Dressler, Lindleyana 15: 255 (2000)
31. Ornithocephalus inflexus  Lindl., Ann. Nat. Hist. 4: 384 (1840)
32. Ornithocephalus iridifolius  Rchb.f. in W.G.Walpers, Ann. Bot. Syst. 6: 494 (1863)
33. Ornithocephalus kalbreyerianus  Kraenzl., Notizbl. Bot. Gart. Berlin-Dahlem 8: 137 (1922)
34. Ornithocephalus lankesteri  Ames, Schedul. Orchid. 3: 24 (1923)
35. Ornithocephalus lehmannii  Schltr., Repert. Spec. Nov. Regni Veg. Beih. 7: 195 (1920)
36. Ornithocephalus longilabris  Schltr., Repert. Spec. Nov. Regni Veg. Beih. 9: 114 (1921)
37. Ornithocephalus manabina  Dodson, Selbyana 7: 355 (1984)
38. Ornithocephalus micranthus  Schltr., Repert. Spec. Nov. Regni Veg. Beih. 27(1): 180 (1924)
39. Ornithocephalus minimiflorus  Senghas, J. Orchideenfr. 1: 168 (1994)
40. Ornithocephalus montealegreae  Pupulin, Orchids 71: 1017 (2002)
41. Ornithocephalus myrticola  Lindl., Ann. Nat. Hist. 4: 383 (1840)
42. Ornithocephalus numenius  Toscano & Dressler, Lindleyana 15: 252 (2000)
43. Ornithocephalus obergiae  Soto Arenas, Orquídea (Mexico City), n.s., 12: 194 (1992)
44. Ornithocephalus oberonioides  (Schltr.) Toscano & Dressler, Lindleyana 15: 255 (2000)
45. Ornithocephalus patentilobus  C.Schweinf., Amer. Orchid Soc. Bull. 16: 510 (1947)
46. Ornithocephalus polyodon  Rchb.f., Linnaea 41: 33 (1876)
47. Ornithocephalus powellii  Schltr., Repert. Spec. Nov. Regni Veg. Beih. 17: 188 (1922)
48. Ornithocephalus suarezii  Dodson, Icon. Pl. Trop., II, 6: t. 564 (1989)
49. Ornithocephalus torresii  Salazar & Soto Arenas, Brittonia 48: 209 (1996)
50. Ornithocephalus tripterus  Schltr., Repert. Spec. Nov. Regni Veg. 15: 209 (1918)
51. Ornithocephalus tsubotae  (P.Ortiz) Toscano & Dressler, Lindleyana 15: 255 (2000)
52. Ornithocephalus urceilabris  (P.Ortiz & R.Escobar) Toscano & Dressler, Lindleyana 15: 256 (2000)
53. Ornithocephalus valerioi  Ames & C.Schweinf., Schedul. Orchid. 10: 103 (1930)
54. Ornithocephalus vasquezii  Dodson, Icon. Pl. Trop., II, 3: t. 272 (1989)
55. Ornithocephalus zamoranus  Dodson, Native Ecuadorian Orchids 4: 882 (2003)